# Oberleutnant
Der Oberleutnant ist ein Dienstgrad der Bundeswehr, des Bundesheeres, der Schweizer Armee sowie früherer Streitkräfte. In Österreich ist Oberleutnant auch eine Bezeichnung für bestimmte Verwendungen in Bundespolizei und Justizwache. In vielen anderen Streitkräften gibt es vergleichbare, teils ähnlich lautende Dienstgrade.

## Bundeswehr
Der Dienstgrad Oberleutnant wird mit der Anordnung des Bundespräsidenten über die Dienstgradbezeichnungen und die Uniform der Soldaten auf der Grundlage des Soldatengesetzes festgesetzt.

### Befehlsbefugnis und Dienststellungen
In der Bundeswehr ist der Oberleutnant ein Offiziersdienstgrad, der gemäß der Zentralen Dienstvorschrift (ZDv) A-1420/24 „Dienstgrade und Dienstgradgruppen“ zur Dienstgradgruppe der Leutnante zählt. Aufgrund der Zugehörigkeit zur Dienstgradgruppe der Leutnante können Oberleutnante auf Grundlage des § 4 („Vorgesetztenverhältnis auf Grund des Dienstgrades“) der Vorgesetztenverordnung innerhalb der dort gesetzten Grenzen Soldaten der Dienstgradgruppen Mannschaften und Unteroffizieren ohne und mit Portepee Befehle erteilen.
Oberleutnante in den Laufbahnen des Truppendienstes haben die grundlegenden Lehrgänge ihrer Truppengattung (im Heer ist der Offizierlehrgang 3 zu nennen) bereits absolviert oder absolvieren sie in den ersten Monaten als Oberleutnant und dienen dann in der Truppe häufig als militärische Führer. Typisch sind Verwendungen als Zugführer, Kompanieeinsatzoffizier, stellvertretender Kompaniechef oder Luftfahrzeugführer. Offiziere des militärfachlichen Dienstes werden dagegen selten in den vorgenannten Verwendungen eingesetzt, am ehesten noch im Flugdienst, sondern dienen meist in Fachabteilungen auf Fachgebieten, deren Grundzüge sie häufig bereits aus ihrer Zeit als Unteroffiziere kennen. Diese Oberleutnante beschäftigen sich dort beispielsweise mit Fachfragen der Rüstungs-, Logistik- und Personalplanung, der Materialerprobung, Verfahren der Materialerhaltung oder planen und Überwachen den Flugdienst. Aufgrund dieser und ähnlicher Dienststellungen können Oberleutnante in den in der Vorgesetztenverordnung aufgezählten Fällen allen dienstlich oder fachlich unterstellten Soldaten Befehle erteilen. Selten rücken auch bereits Oberleutnante zum Kompaniechef auf. Sie sind dann als Einheitsführer Disziplinarvorgesetzter der ihnen truppendienstlich unterstellten Soldaten gemäß Wehrdisziplinarordnung.

### Ernennung und Besoldung
Maßgebliche Grundlagen für die Ernennung zum Oberleutnant enthält die Soldatenlaufbahnverordnung (SLV) und ergänzend die Zentrale Dienstvorschrift (ZDv) 20/7. Zum Dienstgrad Oberleutnant können Soldaten auf Zeit, Berufssoldaten und beorderte Reservisten ernannt werden. Voraussetzung ist die Zugehörigkeit zur Laufbahngruppe der Offiziere. Der Dienstgrad kann in der Regel frühestens zwei Jahre nach Ernennung zum Offizier erreicht werden; eine Einstellung mit dem Dienstgrad Oberleutnant ist mit einer der Verwendung entsprechenden Qualifikation ebenfalls möglich. Sanitäts- und Militärmusikoffizieranwärter brauchen den Dienstgrad Oberleutnant gemäß SLV nicht zu durchlaufen. Sie rücken nach der Approbation bzw. nach dem Kapellmeisterexamen „direkt“ vom Leutnant (Marineuniformträger: Leutnant zur See) in die Dienstgradgruppe der Hauptleute vor.
Ein Oberleutnant wird nach der Bundesbesoldungsordnung (BBesO) mit A 10 besoldet.

### Dienstgradabzeichen
Das Dienstgradabzeichen für Oberleutnante zeigt zwei Sterne als Schulterabzeichen.

### Äquivalente, nach- und übergeordnete Dienstgrade
Den Dienstgrad Oberleutnant führen nur Heeres- und Luftwaffenuniformträger. Marineuniformträger derselben Rangstufe führen den Dienstgrad Oberleutnant zur See. In den Streitkräften der NATO ist der Oberleutnant zu allen Dienstgraden mit dem NATO-Rangcode OF-1 äquivalent.
Der Oberleutnant ist gemäß ZDv 20/7 eine Rangstufe über dem rangniedrigeren Leutnant bzw. Leutnant zur See eingeordnet (erste Dienstgradbezeichnung für Heeres- und Luftwaffenuniformträger; zweite Dienstgradbezeichnung für Marineuniformträger). Eine Rangstufe höher stehen der Hauptmann, Kapitänleutnant (erste Dienstgradbezeichnung für Heeres- und Luftwaffenuniformträger; zweite Dienstgradbezeichnung für Marineuniformträger) und die äquivalenten Sanitätsoffizierdienstgrade in den nach Approbationsrichtung unterschiedlich lautenden Dienstgraden Stabsarzt, Stabsapotheker und Stabsveterinär.
| Offizierdienstgrad |                                   |                                                                   |
| Niedrigerer Dienstgrad |                                   | Höherer Dienstgrad                                                |
| Leutnant Leutnant zur See | Oberleutnant Oberleutnant zur See | Hauptmann Kapitänleutnant Stabsarzt Stabsapotheker Stabsveterinär |
| Dienstgradgruppe: Mannschaften – Unteroffiziere o.P. – Unteroffiziere m.P. – Leutnante – Hauptleute – Stabsoffiziere – Generale |                                   |                                                                   |

## Bundesheer

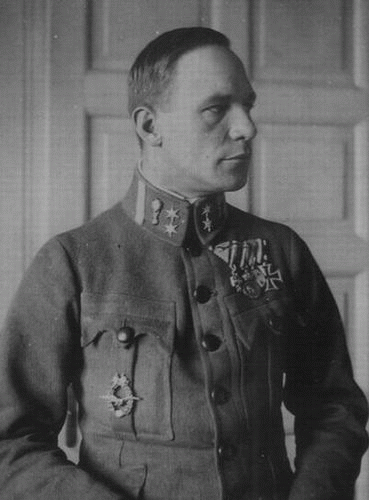
OLtn mit Feldpilotenspange

Das Dienstgradabzeichen eines Oberleutnants im österreichischen Bundesheer setzt sich aus zwei goldenen Sternen mit goldenem Rahmen zusammen.
Außerdem wird die Verwendungsbezeichnung Oberleutnant für Leitende Beamte (E1) der Exekutive in Österreich, dazu gehören Bundespolizei und Justizwache, verwendet. Da es sich bei den genannten Wachkörpern um zivile Körperschaften handelt, die lediglich nach militärischem Muster organisiert sind, handelt es sich jedoch nicht um „Polizeioffiziere“, sondern sie führen lediglich Offiziersränge als Verwendungsbezeichnung. Im Übrigen ist ein direkter Vergleich mit den Dienstgraden des Bundesheeres nicht möglich, da in der Bundespolizei Aufgaben, die im militärischen Bereich einem niedrigrangigen Offizier zukommen, von dienstführenden Beamten (E 2a), also Angehörigen der mittleren Laufbahnebene, wahrzunehmen sind.

Rangabzeichen Oberleutnant
Kragenabzeichen k.k. Gebirgstruppe
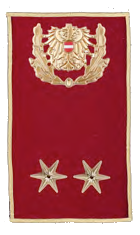
Bundespolizei

| Niedrigerer Dienstgrad Leutnant                                                                                      | Dienstgrad Oberleutnant | Höherer Dienstgrad Hauptmann |
| Einordnung: Rekruten – Chargen – Unteroffiziere – Offiziere Alle Dienstgrade auf einen Blick: Bundesheer-Dienstgrade |                         |                              |

## Schweizer Armee
Die Beförderung zum Oberleutnant erfolgt in der Schweiz nach Armee XXI nach Absolvierung der gesamten Ausbildung zum Leutnant (inkl. des Praktischen Dienstes) und zwei Wiederholungskursen als Leutnant bzw. nach vier Gradjahren als Leutnant. Er hat anschließend die Funktion eines Zugführers, eines Stellvertreters des Kompaniekommandanten oder ist in einem Stab als Quartiermeister eingesetzt. In seltenen Fällen kann ein Oberleutnant auch eine Funktion als Dienstchef in einem Bataillonsstab einnehmen. Der Grad Oberleutnant ist Voraussetzung zur Weiterausbildung zum Kompaniekommandanten.
Das Dienstgradabzeichen zeigt bei der Schweizer Armee zwei 3 mm breite Streifen. In Auslandseinsätzen wird er als First Lieutenant bezeichnet (1Lt). NATO-Rangcode: OF-1a.
| Niedrigerer Grad Leutnant | Offiziersgrad Oberleutnant | Höherer Grad Hauptmann |
| Einordnung: Mannschaften – Unteroffiziere – Höhere Unteroffiziere – Subalternoffiziere – Hauptleute – Stabsoffiziere – Höhere Stabsoffiziere – Oberbefehlshaber der Armee Alle Grade auf einen Blick: Grade der Schweizer Armee |                            |                        |

## Weitere Streitkräfte
In der NATO hat der Oberleutnant den NATO-Rangcode OF-1. In den Streitkräften der nachstehend aufgeführten Staaten ist die Einordnung in das Ranggefüge als höchster OF1-Rang (unterhalb Hauptmann OF2) nahezu gleich oder zumindest sehr ähnlich:
- Aserbaidschan → aserbaidschanisch Baş leytenant
- Bulgarien → bulgarisch Старши лейтенант / Starschy lejtenant
- Brasilien → portugiesisch Primeiro Tenente
- Dänemark → dänisch Premierløjtnant
- Spanien → spanisch Teniente primero
- Estland → estnisch Porutšik
- Finnland → finnisch Yliluutnantti
- Frankreich → französisch Lieutenant
- Italien → italienisch Primo tenente
- Litauen → litauisch Vyresnysis leitenantas
- Lettland → lettisch Poručiks
- Niederlande → niederländisch Eerste luitenant
- Norwegen → norwegisch Premierløytnant
- Polen → polnisch Porucznik
- Slowakei → slowakisch Nadporučík
- Slowenien → slowenisch Nadporučík
- Rumänien → rumänisch Locotenent Major
- Russland → russisch Старший лейтенант / Starschij lejtenant
- Tschechien → tschechisch Nadporučík
- Türkei → türkisch Üsteğmen
- Ukraine → ukrainisch Поручик
- Vereinigte Staaten → englisch First Lieutenant

Die US Army, die United States Air Force und das US Marine Corps kennen den Dienstgrad des First Lieutenant (US-Soldstufe O-2, NATO-Rangcode OF-1).
- Vereinigtes Königreich → Bei der British Army und in weiteren englischsprachigen Streitkräften lautet die Bezeichnung allgemein Lieutenant. In einigen Teilbereichen der British Army wird der Dienstgrad auch First Lieutenant genannt (Artillerie, Füsiliere, Ingenieure). Bei der Royal Air Force heißt er Flying Officer (OF-1b).

## Nationale Volksarmee
In Anlehnung an die sowjetischen Streitkräfte und die anderen Streitkräfte des Warschauer Pakts war in den Bewaffneten Organen der DDR der Oberleutnant der dem Leutnant folgende nächsthöhere Offiziersrang. Im Unterschied zu den NATO-Streitkräften wurden drei Offizierssterne im Dreieck angeordnet auf dem Schulterstück angebracht.
In der NVA Volksmarine hieß dieser Dienstgrad anfangs Oberleutnant zur See, der Name wurde aber später in Oberleutnant geändert.
Für Offiziere der NVA betrug die Regelstehzeit für die Beförderung vom Oberleutnant zum Hauptmann bzw. Kapitänleutnant drei Jahre.

## Reichsheer, Reichswehr, Wehrmacht und Waffen-SS

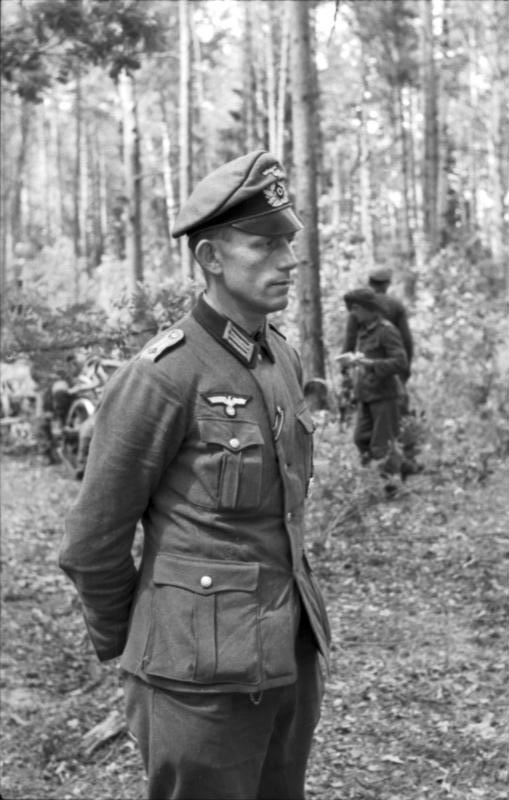
Oberleutnant, Russland, 1943.

In Reichsheer, Reichswehr und Wehrmacht waren Oberleutnant und Oberleutnant zur See der höchste Offiziersrang der Dienstgradgruppe der Leutnante. Im NS-Ranggefüge entsprach dieser Dienstgrad dem SS-Obersturmführer oder SA-Obersturmführer.
| Dienstgrad          |              |                  |
| niedriger: Leutnant | Oberleutnant | höher: Hauptmann |

## Weitere frühere deutsche Streitkräfte

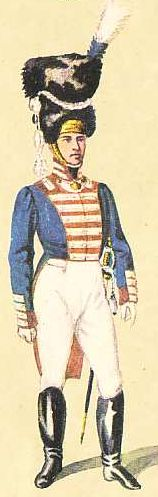
Bayrischer Oberleutnant, 1814

In einigen früheren deutschen Heeren des 19. Jahrhunderts existierte vor 1871 die Abstufung Oberleutnant (Premierlieutenant) (in der französischen Schweiz noch heute gültig) – Unterleutnant (Secondelieutenant) ohne den eigentlichen Grad „Leutnant“.